# رجاها (مسلسل)
رجاها هو مسلسل سوري أنتج عام 2005.

## أبطال العمل
- عباس النوري
- نورمان اسعد
- سوسن ميخائيل
- وائل رمضان
- وائل شرف
- سليم كلاس
- أحمد رافع
- روعة ياسين
- نوار بلبل
- ليليا الأطرش

## قصة المسلسل
يحكي المسلسل يحكي قصة رجاها مع القادري الذي فرقها عن أولادها وقتل زوجها, اتهمت بقتل الحاج بكري فحكم عليها بالإعدام. وتهرب من السجن مع صديقتها وتنضم إلى الغجر الذين يحموها من الشرطة وبعد ذلك تبدأ رحلة البحث عن القادري واطفالها عن طريق العمل في البصارة وعندما تتأكد من جميع الاخبار تتحالف مع الناس الذين وقفو ضدها وشهدوا كذبا عليها وتذهب إلى الشرطة وتسلم نفسها وخروجها بريئة وتقوم بأخبار الشرطة وبعدها تذهب إلى عرس القادري وتتنكر بزي الغجر على اساس انها مغنية وتغني قصتها وبعد ان يدري القادري انها رجاها فيهرب وتقوم الشرطة بملاحقته ويقبض عليه وبعدها تلتقي رجاها مع اطفالها وتذهب صديقتها إلى السجن وتتالى الأحداث لتخرج وتنتقم منه القادري والمسلسل من إنتاج كوريكت للإنتاج الفني.